# Rigoletto (opera)
För andra betydelser, se Rigoletto.

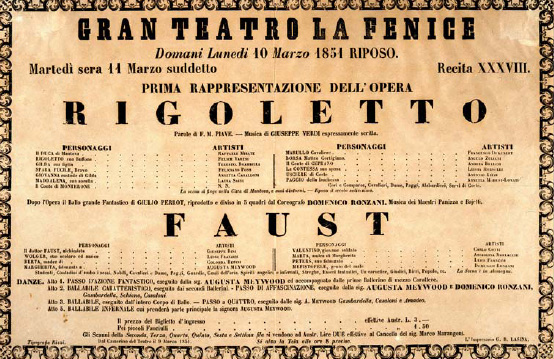
Affisch till premiären 1851

Rigoletto är en italiensk opera i tre akter med musik av Giuseppe Verdi. Libretto av Francesco Maria Piave efter Victor Hugos drama Le Roi s'amuse (1832), där Verdis hovnarr Rigoletto heter Triboulet. I svensk översättning heter Hugos drama Kungen roar sig (1884). Operan hade premiär på Teatro La Fenice i Venedig den 11 mars 1851.

## Historia
Då Verdi bestämde sig för att skriva en opera på Victor Hugos pjäs kallade han den för "ett av den moderna dramatikens största verk", i rang med Shakespeare. Men de österrikiska censorerna hade inte lika höga tankar om den och inlade förbud mot att en så obscen och banal historia uppfördes på Teatro La Fenice. Efter februarirevolutionen 1848 lydde Venedig åter under den habsburgska monarkin och den här monarkins myndigheter var speciellt irriterade när det gällde sceniska verk, i vilka kungar framställdes som grymma eller lättsinniga människor. Verdi gav inte upp utan kämpade för sin opera. Den version som Piave hade utarbetat för att tillfredsställa censorerna förkastade han, men till sist ingick tonsättare och librettist en kompromiss som bland annat gick ut på att handlingen flyttades från Frans I:s franska hov till hertighovet i Mantua, och Verdi skyndade sig att skriva partituret färdigt.
Premiären på Teatro La Fenice i Venedig ägde rum den 11 mars 1851. Ursprungligen ville Verdi kalla sin opera La Maledizione (Förbannelsen), en titel som censurmyndigheterna dock inte godkände. Operan blev omedelbart en enorm succé. Victor Hugo lär ha varit tveksam till en början, men då han såg operan insåg han dess storhet.
Den svenska premiären ägde rum på Stockholmsoperan den 3 juni 1861 och den iscensattes åter med premiärer den 18 oktober 1907, den 31 januari 1948 och den 18 december 1959.
Den sattes upp på Göteborgsoperan med premiär den 20 november 2004. Göteborgsoperan hade även en ny uppsättning av föreställningen på tältturné med premiär i Skövde den 15 april 2014. Föreställningen gavs därefter på sex andra orter i Västra Götalandsregionen.
På Folkoperan hade operan premiär den 20 september 2006, och på Wermland Opera i Karlstad med premiär 1 december. Norrlandsoperans premiär var 15 oktober 2015.
Den första svenska översättningen av librettot  gjordes av Ernst Wallmark och gavs ut år 1861.

## Roller

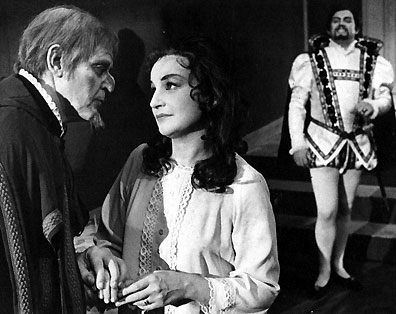
Nils Bäckström som Rigoletto, Margareta Hallin som Gilda och Rolf Björling som Hertigen på Malmö stadsteater 1968.

- Rigoletto ('lustigkurre'), hovnarr hos hertigen av Mantua (baryton)
- Gilda, Rigolettos dotter (sopran)
- Hertigen av Mantua (tenor)
- Gualtier Maldé (det namn hertigen uppger sig heta för Gilda)
- Sparafucile, yrkesmördare (bas)
- Maddalena, Sparafuciles syster (alt)
- Giovanna, Gildas kammarjungfru (mezzosopran eller alt)
- Greven av Monterone (basbaryton)
- Marullo, hovman (baryton)
- Matteo Borsa, hovman (tenor)
- Greve Ceprano, hovman (baryton)
- Grevinnan Ceprano (mezzosopran)
- En rättsbetjänt (baryton)
- En page (mezzosopran)
- Adelsmän, hovdamer, pager (kör)

## Handling

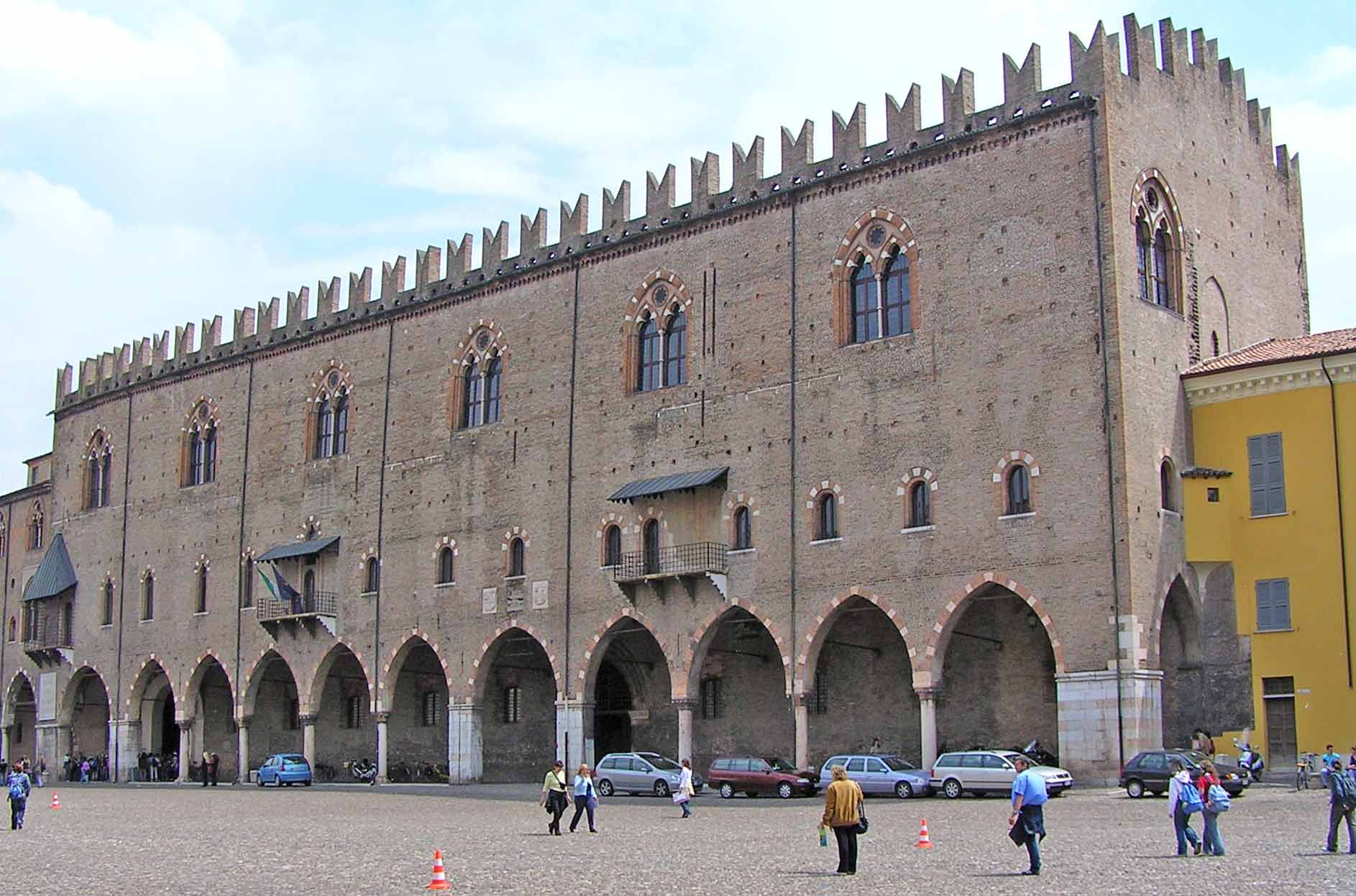
Palazzo Ducale i Mantua.

Operan utspelar sig i och utanför Mantua i Italien på 1500-talet. Föreställningen varar knappt 3 timmar.

### Akt 1
Hertigen av Mantua håller fest i Palazzo Ducale i Mantua. Han är känd som en stor förförare, och kurtiserar alla kvinnor han ser. Hertigen berättar för hovmännen om en ung skönhet han nu åtrår. Han har endast sett henne några gånger i kyrkan om söndagarna. Hon bor med en underlig man i ett hus i en mörk gränd i närheten. Den underlige mannen är ingen annan än hertigens hovnarr, den puckelryggige Rigoletto.
Greve Monterone gör entré, och anklagar hertigen för att ha förfört hans dotter. Rigoletto är känd för sin vassa tunga, och hånar Monterone, som då utslungar en förbannelse över både hertigen och Rigoletto.
På väg hem möter Rigoletto yrkesmördaren Sparafucile, som erbjuder sina tjänster. ”Inte just nu”, svarar Rigoletto, men undrar var han kan nå Sparafucile om han skulle önska. Denne har ett värdshus och en vacker syster, Maddalena, som lockar dit tilltänkta offer. I sin berömda monolog Pari siamo (Vi är lika) reflekterar Rigoletto över hur Sparafucile tjänar sitt uppehälle genom att döda med svärdet, medan Rigoletto gör det med sina ord.
Rigolettos älskade dotter Gilda möter honom. Han förmanar henne att inte gå ut, utom till kyrkan om söndagar. Han vet hur det kan gå för unga vackra flickor. När Rigoletto lämnar rummet smiter hertigen in, osedd. Gilda anförtror sin gamla barnsköterska och förtrogna, Giovanna, om den stilige unge mannen hon sett i kyrkan. Hertigen hör detta och störtar fram, och de sjunger en passionerad duett. Hertigen påstår sig vara en fattig student vid namn Gualtier Maldé. Gilda sjunger sedan förälskat om detta ”kära namn” - Caro nome. Hovmännen rövar bort Gilda, i tron att hon är Rigolettos älskarinna. Rigoletto luras att hjälpa till. När han upptäckt vad som skett förstår han att Monterones förbannelse slagit in.

### Akt 2
Hertigen har förfört Gilda, som nu skäms, trots att hon älskar honom. Rigoletto avslöjar för hovmännen att Gilda inte är hans älskarinna utan hans dotter. Monterone förs till sin avrättning, beklagande att hans förbannelse inte verkat på hertigen. Rigoletto svär att döda hertigen, trots Gildas protester. Hämnd-duett: Si, vendetta, tremenda vendetta!

### Akt 3
Plats: vid Sparafuciles avsides belägna värdshus, nära floden. Hertigen är där, dricker och flirtar med Maddalena. Gilda ser utifrån hur han visar sitt rätta jag, men kan inte sluta älska honom.
Rigoletto har slutit ett avtal med Sparafucile att denne ska döda hertigen. Maddalena har emellertid fattat tycke för hertigen, och ber för hans liv. De kommer överens om att ifall någon kommer till värdshuset före midnatt, så ska de döda den personen istället, och ge kroppen i en säck till Rigoletto. Gilda hör detta och beslutar sig för att offra sitt liv. Hon knackar på, och de dödar henne. När Rigoletto fått liksäcken hör han hertigen på avstånd sjunga La donna è mobile, och förstår att någon annan finns i säcken. Han finner sin döende dotter, och förtvivlad inser han att Monterones förbannelse slagit till med full kraft.
Piaves libretto följer Hugos text mycket nära. Den största avvikelsen är i slutscenen, där en läkare och en folksamling samlas kring Triboulet (Rigoletto) och den döende Blanche (Gilda). Då hon dör utbrister Triboulet: ”Ack, jag har dödat mitt barn!”.
Hos Verdi är Rigoletto ensam med Gilda när hon dör, och hans slutreplik är: ”Ah, la maledizione!” (”Ack, det var förbannelsen!”).

## Kända musikstycken
Akt 1:

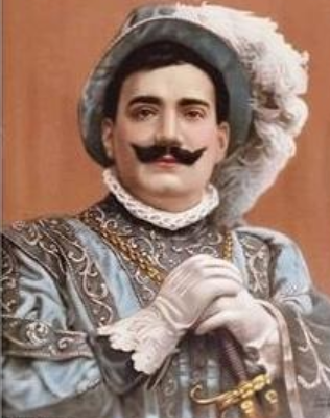
Enrico Caruso som hertigen 1912.

- Hertigens aria Questa o quella, om hur han avverkar kvinnor på löpande band.
- Rigolettos monolog Pari siamo, följd av ...
- ... duetten Gilda! Mio padre mellan Gilda och Rigoletto.
- Gildas aria Caro nome.

Akt 2:
- Rigolettos aria Cortigiani, vil razza dannata, då han inser vad som hänt Gilda.
- Hämnd-duetten Si, vendetta, tremenda vendetta mellan Gilda och Rigoletto.

Akt 3:
- Hertigens paradnummer: La donna è mobile, på svenska: '"Ack, som ett fjun så lätt'", eller '"Kvinnor är lömska djur"'[7].
- Kvartetten Bella figlia dell'amore, mellan Rigoletto, Gilda, hertigen och Maddalena.

### "Ack, som ett fjun så lätt"
I akt III sjunger hertigen sin berömda aria "La donna è mobile", som till sin uppbyggnad påminner om en visa och som i likhet med den inte mindre berömda "Hertigens ballad" i första akten ger en träffande beskrivning av hertigens hedonistiska natur. Det här numret förekommer även i Hugos skådespel som en sånginlaga. Hugo har här själv gått tillbaka på en historisk källa: textraderna lär enligt en bevarad uppteckning i slottet i Chambord härröra från kung Frans I själv. De är hertigens musikaliska visitkort. La donna è mobile hörs tre gånger. Först direkt, som en dryckesvisa med trivialt orkesterackompanjemang, sedan när hertigen somnar in på vinden i Sparafuciles bostad (då sångstämman just som han håller på att somna in bryts parallellt med hans söndertrasade tankefragment) och för tredje och sista gången när Rigoletto öppnar säcken: här framstår hertigens sång som en fantomröst från andra sidan graven, som en spöklik illusion.

## I populärkulturen

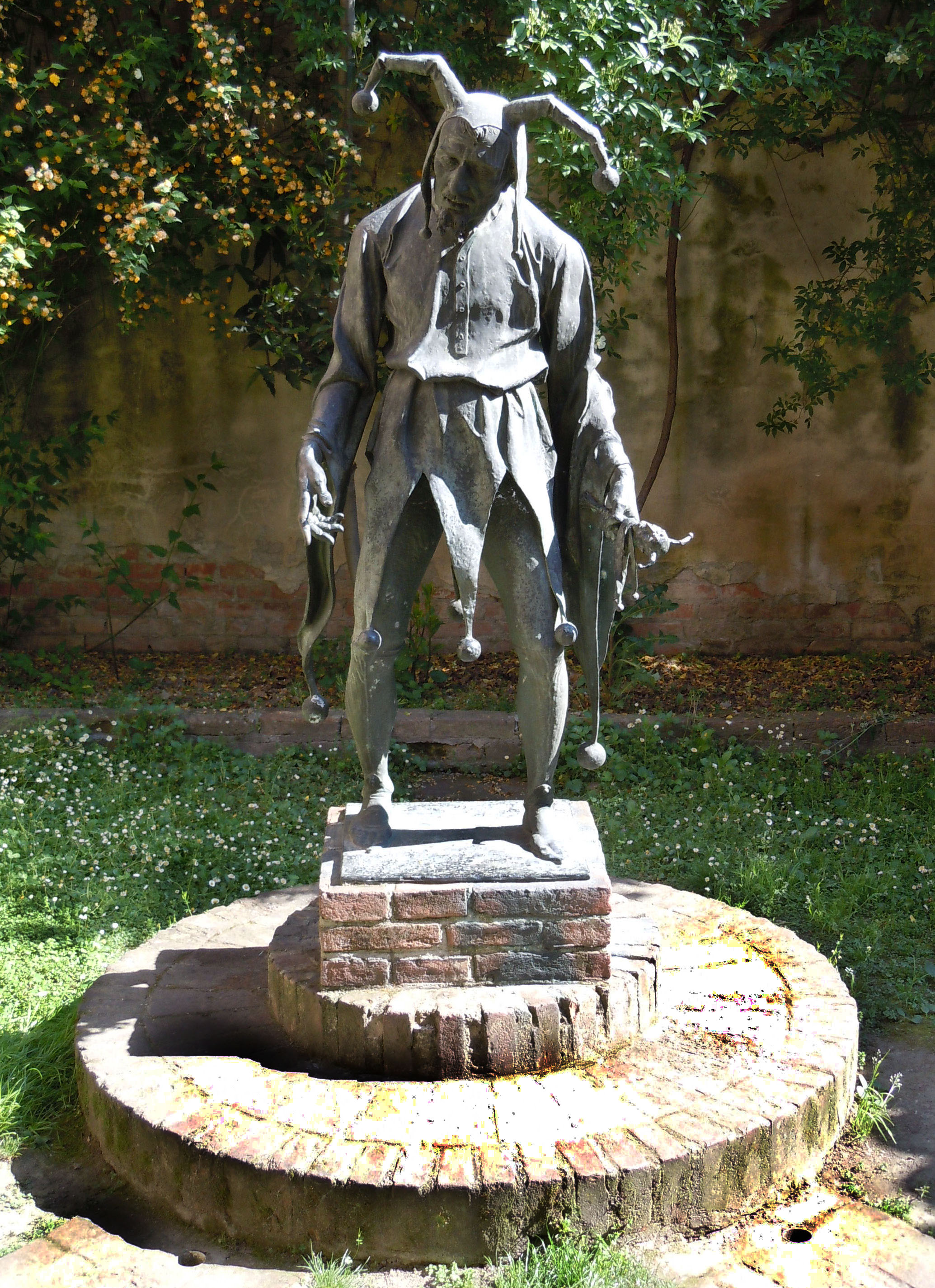
Staty föreställande Rigoletto i Mantua.

I Göran Genteles film Fröken April (1958) finns en scen där Gunnar Björnstrand och Jarl Kulle tävlingskör med varandra på en motorväg, samtidigt som de växelvis "tävlings-sjunger" "Questa o quella" ur "Rigoletto", akt 1. Rösterna tillhör de professionella operasångarna Ingvar Wixell och Erik Saedén.

## Diskografi (urval)
- Rigoletto. Sherrill Milnes, Joan Sutherland, Luciano Pavarotti. London Symphony Orchestra. Richard Bonynge, dirigent. Decca (ADD) 414 269-2. 2 CD.[8]